# Emanuel 1. af Portugal
Emanuel 1. af Portugal (portugisisk: Dom Manuel I), kaldet Emanuel den Store (portugisisk: Manuel o Grande), (født 31. maj 1469, død 13. december 1521) var konge af Portugal fra 1495 til 1521.
Emanuel 1. var søn af prins Ferdinand af Viseu, en yngre bror til kong Alfons 5. af Portugal. Han efterfulgte sin fætter, Kong Johan 2. på Portugals trone i 1495. Han blev efterfulgt som konge af sin ældste overlevende søn, Johan 3.

## Eksterne links
- Wikimedia Commons har flere filer relateret til Emanuel 1. af Portugal